# Ahanta
Ahanta fou un regne històric i avui un regne tradicional de la costa de Ghana.

## Origen llegendari
Segons la llegenda el líder i fundador d'Ahanta, anomenat Badu, van sortir "de la boca d'una balena" a la costa amb un gran nombre de seguidors. El lloc on va sortir era Borofopow. Va estar acompanyat de prop per la seva germana, Tsiawiem, i el seu germà menor, Tsikwadu. Tan aviat com van posar un peu a terra seca el líder va prendre la seva espasa de batalla i va travessar la zona al llarg i ample i va declarar: "Jo soc el monarca de tot el que es veu!" El líder originat de la boca de la balena va ser honorat amb la denominació Bonsu, i des de llavors els successius caps Ahanta han estat anomenats Badu Bonsu per donar prestigi i protagonisme als seus avantpassats tradicionals.
La interpretació que s'ofereix és que els avantpassats fundadors de Ahanta caminaven per la costa a la recerca de terres per ocupar de manera permanent. Aviat, es van aturar en un punt on hi havia aturada una balena, pel que van considerar l'àrea com a pacífica i buida de qualsevol monstre o d'habitants hostils, de manera que podia ser el nucli d'un estat poderós. Va ser creat automàticament amb la generosa intercessió de la balena. El punt concret, Brofopow, on es recorda a la platja de la balena, va ser conegut com a Ahanta, derivat de "hata", que significa "s'assequi". Els historiadors consideren que igual que altres akans, els ahanta van emigrar des del regne akan de Bono vers el 1229 (al mateix temps que els fantis) quan el rei fante Obrumankoma, que governava Bono, va morir; els bonos volien a un dels seus com a nou rei al que s'oposaven els fantis que van decidir sortir de Tekyiman sota la direcció de Odapagyan i d'Oson, els fantis van anar cap al sud i quan van arribar al riu Pra es van establir allí.
Després d'estar al lloc van prendre el camí que els va portar a Elmina a l'est; una part no podia travessar el riu i llavors es va traslladar a l'oest i sud (aquestos foren els actuals ahantes i wasses); totes les tradicions estan d'acord que la divisió entre fantis i ahantes es va produir al riu Pra. Els ahantes van tornar cap al riu Ankobra a l'oest; en aquesta àrea, es van establir prop d'un pou al que van anomenar Bonsu-Bresu. Es diu que el rei Badu Bonsu fou realment un gran governant i un pensador original que s'acredita per la tradició amb moltes gestes. Crayner creu que altres pobles aborigen de la Costa d'Or, els mpakowa i els etsii, i les restes del poble asebu que vivia a Moree es van ajuntar al poble ahanta segons resulta d'una antiga tradició oral els asebu van anar fins a Busua.
La primera i òbvia raó d'un èxode en aquesta època va ser que l'assentament original dels Ahanta a Bonsu-Bresu va ser colpejat per una epidèmia que va causar moltes vides; per tant, es van traslladar a la desembocadura del riu i van fundar Owurusuam que en llengua Ahanta significa "Deixar que la mort vingui a reclamar aquí també". Més tard es va corrompre en Busua, sent la capital de l'Estat.
A ells es van unir a la costa oest els pares fundadors del Baix Dixcove liderats per Hima Denkyi que van emigrar de Krotwiaman (Bo Takyiman), i primer es van assentar en Nduaso a la recerca d'aigua potable. Més tard, van descobrir un corrent que van anomenar "Mfumu Nsuye ', que significa' aigua inesperada", que més tard es va convertir en Nfumah; aquí es van assentar i van nomenar el corrent igual que la ciutat que havien construït. Tenien el límit amb l'Alt Dixcove al riu Piadu. En direcció al sud hi ha una cala (és a dir, una badia), i allí hi havia una comerciant de nom Dick; quan els primers comerciants europeus van descobrir la badia van fer a Dick el seu agent i el seu nom es va adjuntar a la Ensenada com l'ancorada de Dick (Dick's Cove), que més tard es va convertir en Dixcove

## Segles XVI a XX
Els portuguesos foren els primers a arribar a Ahanta fins que a finals del segle xvi foren substituïts pels holandesos. El nom Ahanta s'ha aplicat en diferents moments i per diferents observadors a un territori variable. En un mapa del segle xvii (1629) de la Costa d'Or dibuixat a Mouri per un cartògraf holandès, es refereix a uns 29 estats, i Ahanta es mostra com un Estat riberenc que s'estenia entre l'estat de Aguafo a l'est i Tres Punts a l'oest.
Els mapes de Barbot de 1729 i de Bosman el 1750, en canvi, mostren una imatge radicalment diferent de la presentada al mapa de 1629, i tanmateix en els relats d'ambdós posteriors als mapes. Entre els sis estats costaners entre la desembocadura del Pra i Accra llistats per Bosman, és l'únic estat Fante amb 'Axim-Hante' a l'oest.
Fins i tot a principis del segle 20, Ahanta consistia en les divisions independents entre si de Bunsue, Sekondi Britànic, Sekondi Holandès, Mfuma (Dixcove), Axim i Nsien. Ètnicament, Ahanta avui es troba entre Nzema a l'oest i els estats Fante a l'est on les llengües són diferents de les d'Ahanta. Shama que no havia estat una divisió d'Ahanta o dels fantis en el passat, es va confirmar durant el procediment sobre "Controvèrsies del tamboret de Shama, 1924" on es va afirmar categòricament que "des de temps immemorial la successió ha estat patrilineal, i que un cosí del cap de Yarbiw va fundar Shama amb les seves dependències, els trons de Supome (o Supon-Yarbiw) i Nohaban, com a més importants divisions de Shama, i que la successió de Yarbiw era també patrilineal”.
Quan Busua va sorgir com a capital de l'Estat Ahanta, van començar les referències a Ahanta en la sèrie d'informes sobre els assumptes locals fets pels holandesos que van construir una fortalesa (Fort Orange) a Sekondi el 1670, capturada per Ahanta el 1694; els britànics van construir un fort a prop (Englisg Sekondi), que fou capturat per Ahanta el 1698. En una de les àrees d'Ahanta es va desenvolupar esdevenint l'Ahanta Holandès (Busua Ahanta) amb un nombre de llogarets.
També es van construir altres forts. Fort Witsen a Takoradi va ser construït pels suecs el 1640; Sant Sabastian a Shama també construït pels suecs el mateix 1640; Metal Cross a Dixcove pels anglesos el 1690, substituït per Dixcove el 1697; Batensterin a Butre pels holandesos el 1640; Gross Fredericksburg (més tard Fort Hollandia) a Prince Town, Fort Louise a Takarama; Fort St. Anthony a Axim; Fort Dorothea a Akwidi, etc. Així, cada estat a la costa oest va créixer en simbiosi amb les estacions europees comercials fortificades. Tots aquests forts van sorgir perquè els comerciants europeus tenien una curiositat insaciable i la demanda d'or trobat i extret bastant a prop, a poca distància de la costa, estimulava la curiositat. I amb tants competidors poderosos atrinxerats en estreta col·laboració al llarg del breu tram de la costa, el comerç constituïa inevitablement una competència més ferotge que mai. Després que els holandesos van expulsar els suecs de Butre, el director general de la Companyia Holandesa de les Índies Occidentals, amb seu a Sant Jordi d'Elmina al centre de la Costa d'Or, va decidir que seria beneficiós negociar un tractat amb el lideratge polític local en a fi d'establir una relació pacífica a llarg termini. Els líders Ahanta van trobar igualment beneficiós entrar en aquest acord. El tractat de 1656 va marcar el canvi definitiu en la jurisdicció europea a la zona fins a 1872. El Tractat de Butre entre els Països Baixos i Ahanta va ser signat a Butte (ortografia històrica: Boutry), Costa d'Or holandesa, el 27 d'agost de 1656. El tractat regulava la jurisdicció dels Països Baixos i de la Companyia de les Índies Occidentals Holandeses sobre la ciutat de Butre i els voltants al país d'Alt Ahanta, amb la creació d'un protectorat holandès sobre la zona. El tractat va durar fins a la sortida holandesa de la Costa d'Or l'abril de 1872. El tractat i els termes del protectorat va resultar ser molt estables, molt probablement, en part, perquè els holandesos mai van tenir la intenció d'interferir en els assumptes dels estats Ahanta, a excepció de la ciutat de Butre, on van construir una fortalesa (Fort Batenstein). El tractat podria ser interpretat com un tractat d'amistat i cooperació, més que com un tractat que establia un protectorat holandès. Els holandesos van treballar en estreta col·laboració amb el cap local, que també va ser segon en la línia en la direcció política del que es va conèixer com el Regne d'Ahanta i tenia la seva capital a la propera ciutat costanera de Busua.
La relació entre Ahanta i els holandesos van ser a vegades volàtils. Això inclou el moment en què un cap Ahanta va ocupar un dels forts dels holandesos que estaven utilitzant per al comerç, inclòs el comerç d'esclaus, i va resistir el foc dels canons dels vaixells i va lluitar contra un regiment de 120 soldats. Aquesta història encara se celebra avui a Jamaica sota el nom de Junkanoo.
En 1837 el rei de Ahanta, Baidoo Bonsoe II (Badu Bonsu II), es va rebel·lar contra el govern holandès i va matar diversos oficials, entre ells governador interí Hendrik tona Beijer causa del seu disgust per com els holandesos operaven a la seva regió. El govern holandès va utilitzar el tractat com a base per a l'acció militar i una força expedicionària va ser enviada a Ahanta. En la guerra que va seguir el rei Baidoo Bonsoe II va morir i el seu cap fou enviat a Holanda per experiments a la Universitat Leiden Medical Center als Països Baixos. El cap es va tornar més tard el 2009. Els holandesos van reorganitzar l'estat Ahanta, després de la rebel·lió, amb el nomenament del cap de Butre com regent, mantenint al país sota un estricte control amb un militar i ampliada la presència civil.
A la fi del segle xix, Ahanta eren una sèrie d'Estats amb ple dret a l'existència, situats a la costa, i que incloïen de l'oest a l'est: Axim, Ahanta, Jabu, Aguafo, Fetu, Fante, Agona i Accra. Així Ahanta semblava haver arribat al cim del seu poder i influència en aquest període
Quan els holandesos transferiren les seves possessions a la Costa d'Or als britànics el 6 d'abril de 1872, el tractat de 1656 encara estava en vigor, després d'haver regulat les relacions polítiques entre els holandesos i Ahanta durant més de 213 anys. El tractat va ser un dels més antics i un dels tractats de funcionament més llargs entre un africà i un estat europeu. Amb les possessions holandeses, els britànics es va fer càrrec de totes les obligacions legals, incloent els tractats i els contractes existents. Després del trasllat dels britànics va començar a desenvolupar les seves pròpies polítiques cap a les possessions de la colònia de Costa d'Or ara unides. Ahanta va resistir a la presa de possessió britànica, amb el resultat que la Royal Navy britànica va bombardejar Butre el 1873 per aconseguir una submissió política. En 1874 Gran Bretanya va declarar tota la Costa d'Or - incloent Ahanta - una colònia de la Corona, de iure i de facto, posant fi a totes les obligacions diplomàtiques i jurídiques. Posteriorment el regne només fou una autoritat tradicional que encara existeix.

## Reis (badu bonsu)
- segle XV-segle XVII Llistes orals, no disponibles
- .... - .... Nana Entier
- .... - .... Nana Caboceer Boa
- .... - vers 1826 Nana Baido Bonsu I (pels holandesos Nana Baido Bonsoe I)
- vers 1826 - 1838 Nana Baido Bonsu II (Essua Yankai)
- 1838 - 1848 Temporalment abolit pels holandesos (vegeu Guerra Holanda-Ahanta)
- 1848 - 1861 Nana Nta Impim Baido Bonsu III
- 1861 - 1874 Nana Kwa Eson Baido Bonsu IV
- 1874 - 1875 Nana Ba Baido Bonsu V
- 1875 - 1879 Nana Nta Esoin Baido Bonsu VI
- 1879 - 1902 Nana Amanjao Baidu Bonsu VII
- 1902 - 1903 Nana Andoh Kobina Baidu Bonsu VIII
- 1903 - 1904 regència provisional
- 1904 - 1913 Nana Wia Ashon Baidu Bonsu IX
- 1913 - 1923 Nana Ahah Manzah Baidu Bonsu X
- 1923 - 1954 Nana Baidu Bonsu XI
- 1954 - 1959 regència provisional
- 1959 - 1966 Nana Baidu Bonsu XII

1966 - 1967 regència provisional 
- 1967 - Nana Baidu Bonsu XIII (puja al tron amb 18 anys)